# Brian Dennehy
Brian Dennehy (født 9. juli 1938 i Connecticut, USA, død 15. april 2020) var en amerikansk skuespiller, der fik sit gennembrud i filmbranchen i 1982, da han spillede rollen som sherif Will Teasle i First Blood.
Dennehy filmdebuterede i 1977 i Looking for Mr. Goodbar og har foruden First Blood haft centrale roller i film som Cocoon (1985), Legal Eagles (1986), Silverado (1985) og Best Seller (1987), samt rollen som Ted Montague i den moderne udgave af Romeo og Julie i filmen Romeo + Julie (1995), med Leonardo DiCaprio i hovedrollen. Han TV-debuterede i 1977 med en gæsteoptræden i krimiserien Kojak og har udover det gæstet serier som M*A*S*H (1977), Dollars (1981) og The Fighting Fitzgeralds (2001). Dennehy har også medvirket i flere TV-film, blandt andet It Happened at Lakewood Manor (Ants) (1977), A Real American Hero (1978), The Jericho Mile (1979) og The Lion of Africa (1987).
Fra 1992 til 1997 havde han succes med en række tv-film om efterforskeren Jack Reed, hvor han spillede hovedrollen. I 2005 havde han en central rolle i nyindspillingen af Assault on Precinct 13 og medvirkede i Righteous Kill i 2008.
Dennehy blev parodieret i South Park: Bigger, Longer & Uncut (1999) og i et afsnit af The Simpsons.